# 劉明煌
劉明煌（1984年9月17日—），射箭選手，臺灣南投縣埔里鎮人，於2004年雅典奧運奪得男子射箭團體銀牌，在個人賽中排名第9。

## 戰績
- 2002年釜山亞運：男子射箭團體銀牌